# Hebe (émission de télévision)
Hebe est une émission de variétés de la télévision brésilienne présentée par Hebe Camargo et diffusée de 1986 à 2010 sur le réseau de télévision SBT, puis de 2011 à 2012 sur le réseau RedeTV!. L'émission, dont le retour sur SBT était prévu pour le mois d'octobre 2012, a été déprogrammée à la suite du décès de son animatrice le 29 septembre 2012.
Hebe est un programme mélangeant à la fois les concepts de talk show et d'émission de variétés; diffusée à fréquence hebdomadaire, en première ou deuxième partie de soirée suivant les époques, l'émission a vu passer en son sein de nombreuses vedettes musicales tant brésiliennes qu'internationales, ainsi que des personnalités politiques.
L'émission a été récompensée en 2011 dans la catégorie du meilleur talk show d'un Troféu Imprensa (Prix de la presse), la plus importante et l'une des plus anciennes récompenses de la télévision brésilienne.